# Jutlandia Północna (do 2006)
Jutlandia Północna (duń. Nordjyllands Amt) to jeden z duńskich okręgów administracyjnych istniejących w latach 1970–2006. Powstał w 1970 z połączenia okręgów Hjørring i Aalborg. W skład Nordjyllands Amt wchodził również region Vendsyssel. Został zlikwidowany na mocy reformy administracyjnej z 2007, zaś jego obszar wszedł w skład regionu administracyjnego Jutlandia Północna.

## Gminy
- Arden
- Brovst
- Brønderslev
- Dronninglund
- Farsø
- Fjerritslev
- Frederikshavn
- Hadsund
- Hals
- Hirtshals
- Hjørring
- Hobro
- Læsø
- Løgstør
- Løkken-Vrå
- Nibe
- Nørager
- Pandrup
- Sejlflod
- Sindal
- Skagen
- Skørping
- Støvring
- Sæby
- Aabybro
- Aalborg
- Aars